# 大喪中ノ国旗掲揚方
大喪中ノ国旗掲揚方（たいそうちゅうのこっきけいようほう、大正元年7月30日閣令第1号）は、大喪中の国旗の弔旗としての掲揚方法に関する閣令である。
この名称は題名でなく件名のため、平仮名表記の「大喪中の国旗掲揚方」でも引用される。

## 概要
明治天皇の崩御により執り行われる大喪に際して定められたもの。
閣令（明治憲法下で、内閣官制に基づき内閣総理大臣が発した命令）として定められたが、後に、総理庁令、総理府令を経て、現在では内閣府令と同様に取り扱われる。
具体的には、「旗竿の先にある竿球を黒布で覆い、旗竿の上部に黒布を付けよ」と右図を付して指示する。

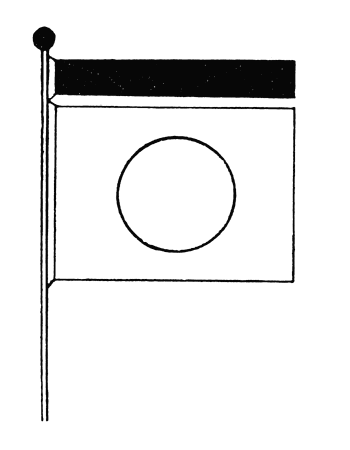
「大喪中ノ国旗掲揚方」附図

以後の大喪の礼においても適用され、現在も効力を持つが、弔意を示すための国旗の掲揚方法としては国際社会には半旗のほうが一般的である。

### 現代語訳
大喪中、国旗を掲揚する時は、左の図式のように、旗竿の先にある竿球を黒布で覆い、旗竿の上部に黒布を付けるものとする。